# Naud Junction (Los Angeles)
Pour les articles homonymes, voir Naud.

Naud Junction était une zone située au nord du centre-ville de Los Angeles, en Californie. Il était situé à la jonction de Main Street et Alameda Street, où des trains du Southern Pacific Railroad ont dévié de Alameda pour suivre des voies le long de l’Alhambra Avenue et de la rivière Los Angeles. 

## Histoire
Il porte le nom de l'entreposeur franco-américain Édouard Naud, qui construisit un entrepôt à la jonction en 1878. Naud Junction est marquée par une tour de signalisation construite dans les rues Alameda et Ord en 1898. Cela a été démoli en 1940, après la construction de la gare Union.

## Pavillon de boxe
À Naud Junction, de 1905 à 1913, se trouvait le pavillon principal de la ville de Los Angeles, construit par le promoteur Thomas McCarey. Le pavillon accueillait à la fois le championnat mondial des poids moyens entre Hugo Kelly et Tommy Burns, un combat de championnat de poids lourd entre Burns et Marvin Hart et un combat de championnat de poids plume entre Abe Attell et Frankie Nell. 
Il a également été témoin d'une croisade de Billy Sunday en 1909.